# Miconia tomentosa
Espèce
Synonymes
- Melastoma tomentosum Rich.[1]
- Miconia amplexans (Crueg.) Cogn.[1]
- Pogonorhynchus amplexans Crueg.[1]

Statut de conservation UICN

 LC  : Préoccupation mineure
Miconia tomentosa est une espèce de plantes à fleurs de la famille des Melastomataceae. C'est un arbre originaire d'Amérique (du Mexique à l'Amérique du Sud tropicale).

## Répartition et habitat
La plante est trouvée du Mexique (Veracruz, Chiapas) jusqu'en Amérique du Sud tropicale : Belize, Bolivie, Brésil, Colombie, Costa Rica, Cuba, Équateur, Guatemala, Guyana, Guyane, Honduras, Mexique, Nicaragua, Panamá, Pérou, Suriname, Trinidad-Tobago, Venezuela.
Elle pousse en milieu tropical humide.

## Utilisation
La plante est utilisée comme médecine ou comme nourriture.

## Liste des variétés
Selon Tropicos (10 avril 2019) :
- variété Miconia tomentosa var. ovata Cogn.

## Publication originale
- Memoirs of the Wernerian Natural History Society 4: 316. 1823.